# Параскевы Льняницы
Параске́вы Льняни́цы — день в народном календаре славян, приходящийся на 28 октября (10 ноября). В этот день крестьянки мяли новый лён и приносили «первину» в церковь. Украинские и белорусские женщины почитали Параскеву Пятницу, которую считали хранительницей женских традиций и целительницей болезней, «земляной и водяной матушкой».

## Другие названия
рус. Льняница, Льняные смотрины, Трепальницы, Бабья заступница, Параскева Пятница, Пятина, Петна, Козьмодемьянская Пятница, Великая мать всего живого, Мать — сыра Земля, День Прасковьи-временной, Параскева Льняница, Прасковьи-льняницы, Ненилы Льняницы; бел. Пяцёнка, Макоша, Чернёвка.

## Славянские традиции
Параскеве-Пятнице молились при разных болезненных состояниях, о покровительстве семейному очагу, в супружеском бесплодии, о достойных женихах и невестах, а также о здравии младенцев. Преподобному Иову, игумену Почаевскому молились при различных недугах. Святителю Димитрию, митрополиту Ростовскому молились об исцелении от грудной болезни, о просвящении разума, научении духовной грамоте, о помощи в трудном учении, о заступничестве за вдов и сирот, о сострадании к нищим и беззащитным, о помощи в бедности и нужде
14 и 28 октября по ст. стилю — даты христианской святой Параскевы, которая заслонила архаичный культ Макоши. Если 14-го октября — день святой Параскевы приходится на пятницу, то она зовётся Параскевой-Пятницей.
По болгарским сказаниям, «света Петка-Парашкева» носит на голове лучезарный венок, очень добра и охотно помогает женщинам в их домашних работах; 28 апреля старухи оставляют ей на дворе хлеб и крашеное яйцо, с полным убеждением, что она придёт ночью и съест то и другое; а 28 октября сбирают со всех домов хлеб, вино и мёд и после молебствия празднуют св. Пятнице.
Макошь у славян считалась покровительницей женского начала, защитницей женщин и девушек. Издревле её просили дать лёгкие роды и здоровых детей. Макошь считалась, кроме всего указанного выше, и покровительницей торговли. Торговым, базарным днём на Руси с незапамятных времен была пятница. Об уважении к Макоши свидетельствует и специальный «пятничный календарь», в котором указаны двенадцать праздничных пятниц и особая пятничная неделя.
28-го октября (по ст. стилю), когда чтится память святой Параскевы, поселяне кладут под её икону разные плоды и хранят их до следующего года. Крестьянки мнут новый лён и приносят «первину» в церковь. С Параскевой связывают оберег-верёвочку, сделанную из шерсти и повязываемую на правое запястье.
К этому дню во многих местах приурочивали начало мятья и трепания льна. Первину — первый обтрёпанный пучок льна — женщины освящали в церкви и прикрепляли к иконе святой Параскевы.
В этот день женщинам категорически запрещается прясть ткань, стирать, а также купаться и купать детей. Считается, что Пятница может сурово наказать нарушающих запреты. Наслать болезни, порвать полотно или спутать нитки на веретене.

## Поговорки и приметы
- На Парасковию-льняницу начинают мять и трепать лён[13].
- Мни лён доле и волокно будет доле[14].
- Параскева-пятница — бабья заступница, крестьянок защитница[15].
- В пятницу нельзя прясть, а шить можно[14].
- Кто в пятницу много смеётся, тот в старости много будет плакать[16].